# Markus Rauh
Markus Rauh (* 23. September 1939 in St. Gallen; † 13. September 2019) war ein Schweizer Manager.

## Leben
Markus Rauh wuchs zusammen mit seinen fünf jüngeren Geschwister in St. Gallen im Quartier Heiligkreuz auf. Seine Eltern waren Margrit Rauh-Hoffmann (1906–2003) und der Bauhaus Architekt Georg Rauh (1906–1965). Er besuchte die Primar- und Mittelschulen in St. Gallen. Die Ausbildung an der Kantonsschule am Burggraben unterbrach er, um ein Jahr an einer High School in den USA zu verbringen. Deshalb hatte er in der Studentenverbindung Rhetorika den Vulgo Yankee. Nach bestandener Matura folgte ein Studium des Maschinenbaus an der ETH Zürich, welches er im Jahr 1964 als Diplomingenieur abschloss. Nach einer Tätigkeit als Assistent von Peter Grassmann wurde er am Institut für Verfahrenstechnik mit einer Arbeit unter dem Titel Die optimalen Dimensionen elektrischer Zuleitungen für Tieftemperaturanlagen 1971 zum Doktor der technischen Wissenschaften promoviert.
Nach dem Studium arbeitete er während sechs Jahren bei der Computerfirma Sperry Univac in Zürich. 1978 wurde er Leiter der Abteilung Data Systems bei Philips AG in Zürich. 1982 zog er nach Deutschland, um bei Philips Kommunikations Industrie AG, Nürnberg (PKI) den Unternehmensbereich Philips Data Systems zu führen. Ab April 1986 war er Vorstandsvorsitzender der PKI AG und zugleich Vorstandsmitglied der Allgemeinen Deutschen Philips Industrie GmbH, Hamburg (ALLDEPHI; später Philips GmbH). Aus seiner beruflichen Laufbahn sind vor allem seine Tätigkeit als Konzernleiter der Leica Gruppe mit Sitz in St. Gallen bis 1998, welche aus der Firma Wild Heerbrugg mit Stephan Schmidheiny als Hauptaktionär entstanden war, und das Verwaltungsratspräsidium bei Swisscom von 1998 bis 2006 bekannt. Zu Beginn seiner Funktion bei Swisscom wurde deren Börsengang als Teilprivatisierung im Oktober 1998 durchgeführt. Ebenfalls in seine Zeit fallen Beteiligungen an ausländischen Telekom-Firmen, welche mehrheitlich nicht den gewünschten Erfolg brachten. Die 2005 geplante Übernahme der irischen Telekom-Firma Eircom plc wie auch eine umfassende Privatisierung von Swisscom scheiterten am Widerstand des Mehrheitseigners, der Schweizer Eidgenossenschaft.
Rauh lebte in Mörschwil, war verheiratet und hatte zwei Söhne und eine Tochter.

## Weitere Tätigkeiten
- Verwaltungsrat der St. Galler Kantonalbank von 2000–2007
- Verwaltungsratspräsident der AO Foundation in Chur[7]
- Vizepräsident des Verwaltungsrates der Firma Unaxis (seit 2006 OC Oerlikon genannt)
- Verwaltungsratspräsident der Genossenschaft Konzert und Theater, Stadt St. Gallen, von 2000–2009
- Präsident des Stiftungsrates für Technologiemanagement der Universität St. Gallen
- Mitglied des Stiftungsrates Law and Economics Foundation, St. Gallen
- Verwaltungsrat der Madison Private Equity Holding[8]
- Unterstützer von Pioneer Fellowships der ETH Foundation
- 1999 Gründer und anschliessend Stiftungsratspräsident der ostschweizerischen Stiftung Die Chance[9]
- Mitglied des Stiftungsrates der Stiftung Sitterwerk in St. Gallen

## Auszeichnungen
- 2005 Ehrensenator der Universität St. Gallen[10]